# Пиерис красивый
Пие́рис краси́вый (лат. Pieris formosa) — вид красивоцветущих кустарников из рода Пиерис семейства Вересковые (Ericaceae), типовой вид этого рода. Этот вид известен в русскоязычной литературе также под называниями Пиерис китайский и Пиерис гималайский. Пиерис красивый — популярное декоративное садовое растение, пригодное для выращивания в том числе и в условиях средней полосы России.
Ядовитое растение, содержащее токсичный гликозид андромедотоксин.

## Распространение
Пиерис красивый широко распространён в Китае (провинции Гуандун, Гуйчжоу, Сычуань, Хунань, Хэбэй, Цзянси, Чжэцзян, Юньнань, а также Гуанси-Чжуанский автономный район), в Гималаях (Бутан, Непал, индийский штат Ассам), в Мьянме.

## Биологическое описание
Плотный и густой кустарник или деревце; высота взрослого растения — до 6 м (в культуре обычно не более 3,5 м). Молодые побеги имеют красную (бронзово-алую) окраску, затем они розовеют, после чего становятся зелёными. Цветки белые. Плод — деревянистая пятичленная коробочка.

## Культивирование
С точки зрения цветения этот вид считается наиболее красивым, в том же время он не такой холодостойкий, как Пиерис японский (Pieris japonica). Морозостойкость пиериса красивого — примерно до минус 20 °C. Для защиты от морозов и весеннего солнца растения с наступлением заморозков можно укрыть лёгким нетканым материалом.
Описание сортов пиериса красивого см. в разделе «Сорта» статьи Пиерис. Ранее все эти сорта относили к Pieris formosa var. forrestii Airy Shaw [syn. Pieris forrestii R.L.Harrow], но сейчас эту разновидность в отдельный таксон не выделяют.
Низкорослые сорта пиериса красивого пригодны для выращивания в закрытых помещениях (см. раздел «Пиерис как комнатное растение» статьи Пиерис).

## Таксономия
В синонимику вида входят следующие названия:
- Andromeda formosa Wall. (1820) basionym — Подбел красивый
- Lyonia formosa (Wall.) Hand.-Mazz. (1936) — Лиония красивая
- Pieris bodinieri H.Lév. (1903) — Пиерис Бодинье. Вид назван в честь Эмиля-Мари Бодинье (фр. Émile-Marie Bodinier) (1842—1901), французского миссионера и ботаника, длительное время жившего в Китае и собравшего богатый гербарий, имеющий большое научное значение.
- Pieris formosa var. forrestii Airy Shaw (1934)
- Pieris formosa f. longiracemosa Fang (1938)
- Pieris formosana Komatsu (1916) — Пиерис формозский, или Пиерис тайваньский
- Pieris forrestii R.L.Harrow ex W.W.Sm. (1914) — Пиерис Форреста. Вид назван в честь Джорджа Форреста (1873—1932), шотландского ботаника, исследователя флоры Китая.
- Pieris huiana Fang (1938) — Пиерис хуэйский
- Pieris japonica subsp. formosa (Wall.) Kitam. (1972)